# Barningham Winter
Barningham Winter eller Barningham Town var en civil parish fram till 1935 när den uppgick i civil parish Matlask, i grevskapet Norfolk i England. Civil parish var belägen 10 km från Cromer och hade 82 invånare år 1931.